# Corydalis quantmeyeriana
Corydalis quantmeyeriana är en vallmoväxtart som beskrevs av Friedrich Karl Georg Fedde. Corydalis quantmeyeriana ingår i släktet nunneörter, och familjen vallmoväxter. Inga underarter finns listade i Catalogue of Life.